# 原子力潜水艦

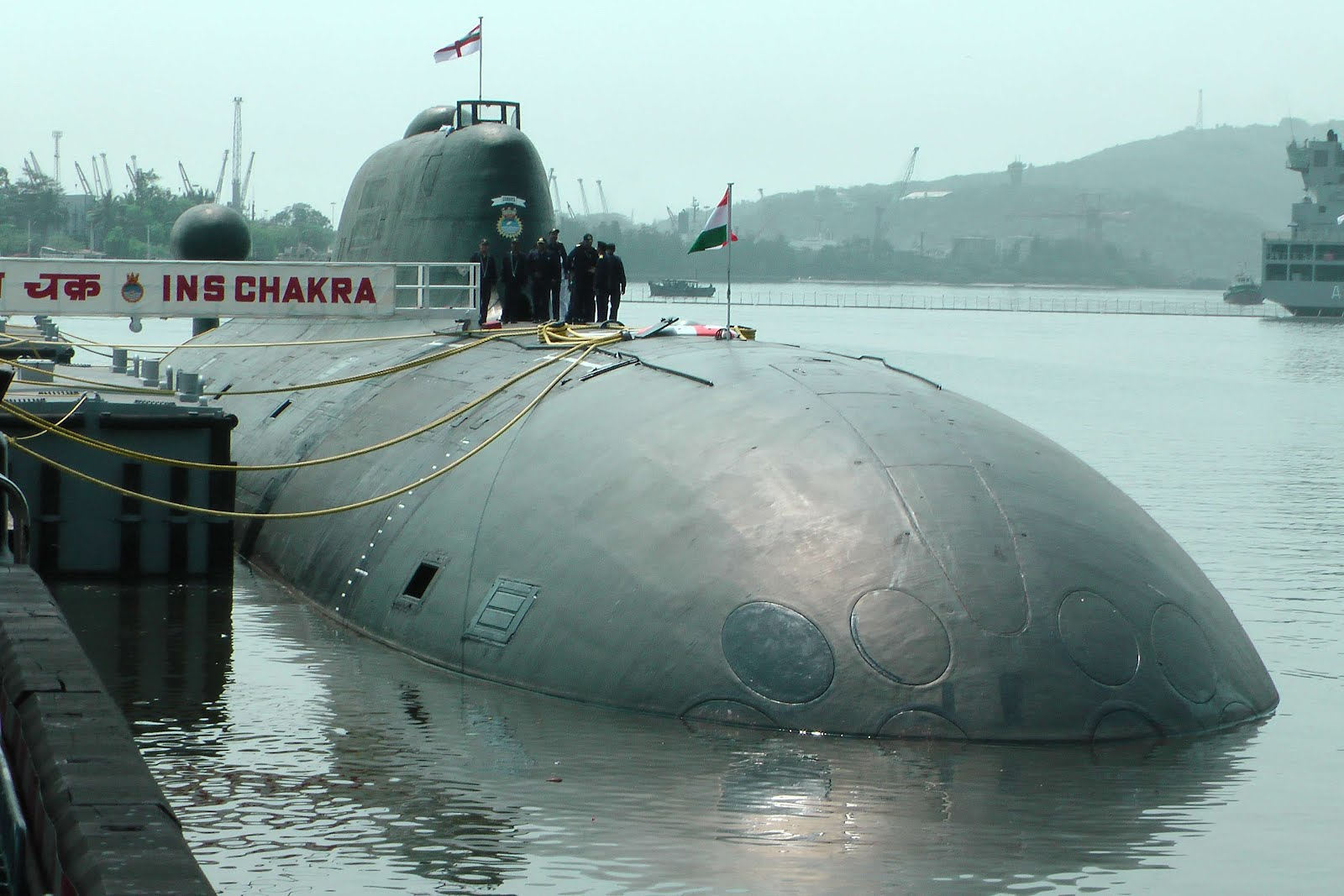
アクラ型原子力潜水艦はロシアで運用されており、かつてはインドでも運用されていた。また中国製を除く各国最新攻撃型原子力潜水艦は船体前部側面に潜舵を備える。

原子力潜水艦（げんしりょくせんすいかん、英語: Nuclear submarine）は、動力に原子炉を使用する潜水艦のことである。原潜（げんせん）と略されることもある。
以下では各国が保有する原子力潜水艦の構造・運用について説明するが、軍事機密になっていることから不明な事柄も多い。

## 概要

オレンジの国は原子力潜水艦の保有国。通常動力型潜水艦の保有国(緑)に比べて遥かに少ないことが分かる。

原子力潜水艦の構造はもう一方の代表的な潜水艦の推進動力方式であるディーゼルエンジンを備えた通常動力型潜水艦と基本的な構造の点では同様である。
すなわち魚雷もしくはミサイルで水上または水中の敵艦船（ミサイルの種類によっては地上目標も）を攻撃でき、船体は涙滴型や葉巻型をしており、船体上部前寄りにセイル、船体前部側面かセイル側面に潜舵を備える。
原子力潜水艦と通常動力型潜水艦との大きな違いは、推進用スクリュープロペラを回転させるためのエネルギーの発生源である。原子力潜水艦では原子力すなわち核分裂反応により生成される熱エネルギーで水を沸かしてタービンを回すことでスクリューを回転させるのに対し、通常動力型潜水艦ではディーゼル機関などを作動させてバッテリーに充電し、モーターでスクリューを回している。その違いを反映して原子力潜水艦は通常型潜水艦より複雑な構造となっており、船体も大型となる。また、その運用を比較すると通常型潜水艦が沿岸域での運用を比較的得意とするのに対し、原子力潜水艦はより広い外洋域での運用を得意とする。ただし、これらの運用は専門化しているわけではない。
潜水艦の建造と原子力技術の双方を持つ国は限られており、運用コストも高いことから保有国は少ない。
通常動力の攻撃型潜水艦と同じ任務を担当する攻撃型原子力潜水艦の他、通常動力の潜水艦では不可能な潜水艦発射弾道ミサイル（SLBM）の発射プラットフォームとして運用する弾道ミサイル潜水艦がある。

## 特徴
以下に原子力潜水艦の特徴を示す。

### 原子力による駆動力の生成
原子力潜水艦では、高温高圧の水蒸気を発生させる熱源として原子炉が利用され、その水蒸気によるエネルギーを利用してスクリューを回すための駆動力を得ている。その駆動力生成の形式は2つに大別される。
1. 水蒸気により蒸気タービンを作動させ、その蒸気タービンにより（適当な減速装置を介在させて）スクリューを回転させる、という原子力機関を利用するもの。
2. 水蒸気により駆動したタービンにより一旦発電し、その電力を電動機に供給してスクリューを回転させるもの。

いずれにしても、原子力潜水艦では推進動力の生成のために原子力を使用する。以下は特に断りのない限り主に前者について説明し、後者は原子力ターボ・エレクトリック方式として説明する。

### 原子力による主機関

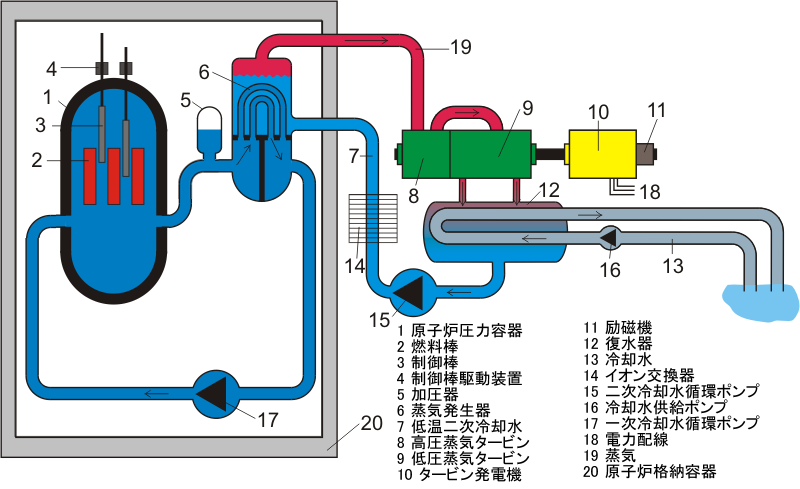
加圧水型原子炉の構成概要

通常原子炉の冷却系は安全のために複数設けられている。なお原子炉自体の数は原子力空母では1つの艦に原子炉を2基以上備えているのに対し、原子力潜水艦では1基または多くても2基である。
原子力潜水艦の原子炉の形式は、現在までのところ一部例外を除いて加圧水型原子炉 (PWR) のみである。別の代表的な原子炉形式である沸騰水型原子炉 (BWR) が採用されたことはない。これは潜水艦においては海洋状態・気象・艦の機動によって船体が揺れたり傾いたりする可能性があり、沸騰水型では冷却水が炉心を十分に冷やせない事態が懸念されるためである。なお、沸騰水型原子炉との比較の上で加圧水型原子炉では、いくつかの機械要素を追加しなくてはならない。例えば、蒸気発生器、加圧水を循環させる強力な循環ポンプ及びその高圧配管ならびに2次冷却水のためのポンプ及び配管は加圧水型原子炉にのみ必要となる。このため、加圧水型原子炉では構造が複雑となるものの利点も生じる。つまり1次冷却水系統と2次冷却水系統が分離されているため、2次系にある蒸気タービンや復水器といった補機類の点検整備が放射線の危険から離れた位置で行うことが可能となるのである。ただし、1次冷却水が何らかの形で漏洩した場合はこの限りではなく、特に蒸気発生器は複雑で脆弱な配管構造を持ち、放射能漏れ事故の原因となり易い。実際に初期の原子力潜水艦においては信頼性が低く、これらの構造がしばしば事故の原因となった。
原子力潜水艦中における原子炉は鉛などが組み込まれた専用の耐圧隔壁で仕切られた原子炉区画の内部に設置されている。これは人体に有害な放射線を遮蔽して船内の他の領域を安全に保つためである。原子炉区画は艦の後ろ寄りに設けられていることが多く、艦の主要な部分を占める前部とタービンや操舵機などのある後部を結ぶため、鉛などで防護された狭い通路が原子炉区画の上部や側面を貫いている。

### 長期間の連続潜航
原子炉の動作には酸素を必要としないため、長期間の連続潜航が可能である。また原子炉の核燃料棒の交換も数年から十数年に一度で済む。このため、ディーゼル燃料を消費する通常型潜水艦のような酸素補給のための潜航時間の制約や、頻繁な燃料補給の手間は無い。蒸気タービンの軸受や減速機用の潤滑油は定期的な補給が必要となるが、ディーゼル燃料に比べればやはりその頻度は少ない。原子力潜水艦では、艦内の人員の呼吸に必要な酸素、生活用水は豊富な電力で海水から電気分解や蒸留によって作り出され、呼吸により排出される二酸化炭素も化学的に吸着除去されるため、潜行時間の限界は乗員の食料が尽きるまでとなる。
これらの特徴から、原子力潜水艦は機能維持・人員生存のための浮上は原理的には数か月間に1度で十分であり、洋上で食料を補給すれば理論上はドック入りまで寄港せず任務が行える。ただし長期間の連続潜航や無寄港が原理的に可能であっても、乗組員の心理的負担から長くても2か月程度の連続潜航しか行わない。このような配慮があっても、閉鎖された環境に長時間置かれることから、艦内での性行為や麻薬の使用など規律違反が発生している。
アメリカ海軍では戦略ミサイル原子力潜水艦のクルーをブルーとゴールドの2組に分けている。1つのグループが70日間の航海を終えて帰港すると約1か月ほど艦の整備などを行い、その後もう1つのグループが70日間の航海に出て行く。航海を終えた方のグループは長期休暇を経て訓練を行ない、寄港したグループと交代するローテーションを繰り返す。

### 水中機動
原子力機関は最大出力でも燃料消費を考慮する必要が無いため、高速航走を長時間継続することで、大洋の辺地まで遠征することが可能である。公表値であれば一般的に弾道ミサイル型の水中最高速度は20数ノット、攻撃型は30数ノットといわれる。十分な探知能力を持たない紛争地域への急行などでは、その機動性は絶大な力を発揮する。戦術運用では無く、定位置付近でのミサイル基地としての役割や通常パトロール的な敵艦の追尾などにも適している。通常動力潜水艦でもアメリカ海軍の実験潜水艦「アルバコア」のように30ノット以上を発揮することは不可能ではないが、費用便益比において現実的ではなく同様の機軸を実現した例は他には無い。
しかしながら、原子力潜水艦においてもタービン音や外部装置の引き起こす渦流などが大きくなって容易に探知されるので、高速での航行はそれほど頻繁に行われるものではない。

### 騒音問題

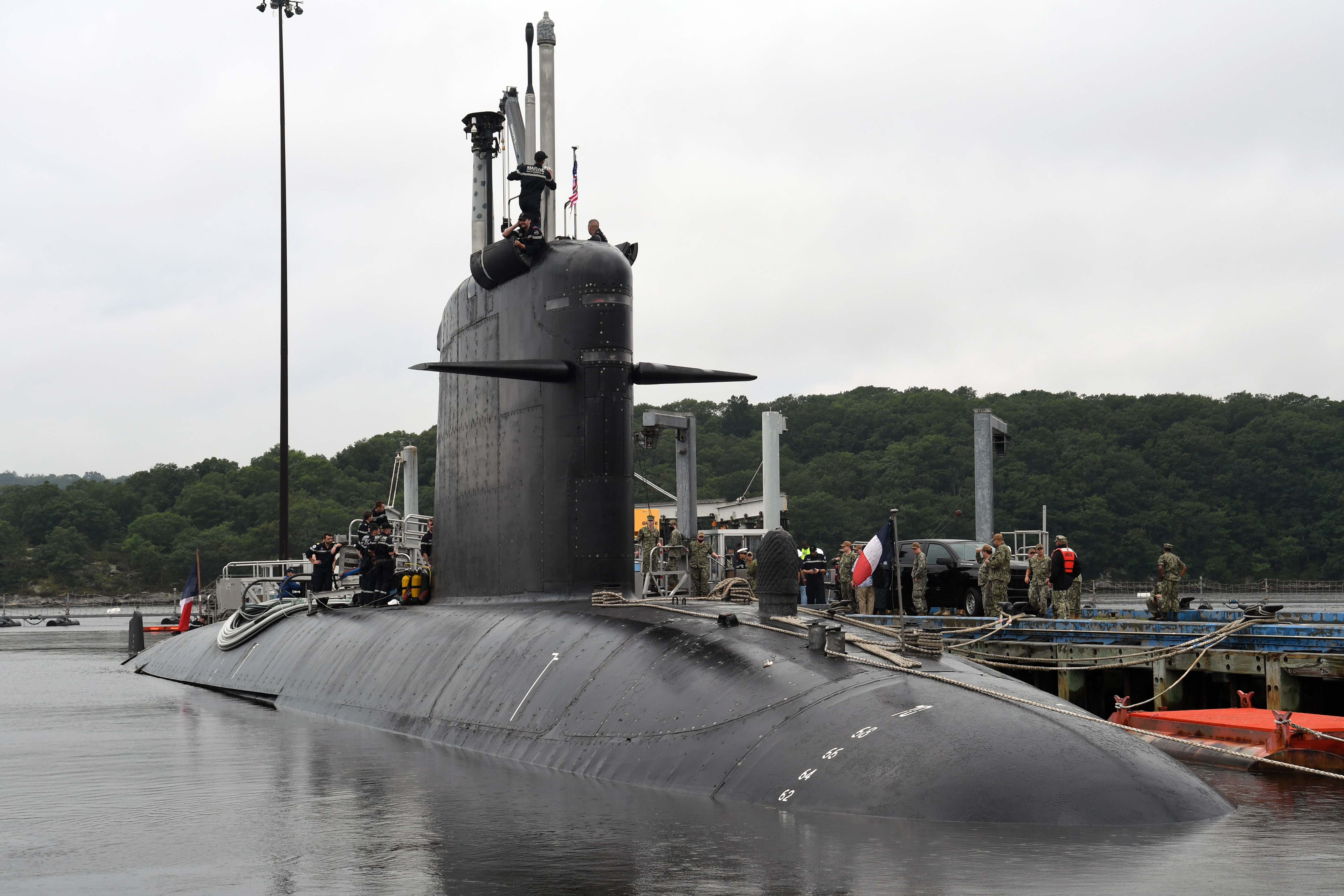
リュビ級は電動モーターでスクリューを駆動する電気推進船である。

原子力潜水艦の欠点は、電動機推進時（エンジンは停止）のディーゼル・エレクトリック方式の潜水艦に比べて静粛性が劣ることである。
原子力機関は他の動力に比べ頻繁な停止・再起動が難しいことから、一度起動した後は事故が発生しない限り定期検査まで起動させたまま出力を調整するにとどめるのが基本である。また、作動中は冷却水循環ポンプを止めることができないため、加圧水型原子炉ではこのポンプも大きな騒音発生源となっている。なお、アメリカ海軍の原子力潜水艦に搭載された原子炉のなかには、低出力時には冷却材の自然対流循環のみによる運転が可能な型式（S6G以降の各型。オハイオ級原子力潜水艦に搭載されているS8G (原子炉)では自然対流循環により最大出力発揮時でもほとんど冷却水循環ポンプの駆動が不要）があり、ポンプの運転が不要といわれている。ロシア海軍のヤーセン型2番艦以降は自然循環方式を採用している。
ギアド・タービン方式特有の弱点を克服するため、蒸気タービンで発電機を動かして電動モーターでスクリューを駆動する原子力ターボ・エレクトリック方式による推進システムが採用された例がある。例えば、フランス海軍の原子力潜水艦は全てこの方式を採用しており、他にもアメリカ海軍がコロンビア級で計画している。ただ、この方式は蒸気タービン方式（ギアド・タービン方式）に比べて出力/重量比･効率・整備性が悪く、水中速力も劣る。この方式のメリットは、短時間であれば原子炉を低出力に維持した状態で内蔵の蓄電池によって航行することも可能となっており、蓄電池を介して電力が供給されるので電動機の出力応答性も優れる。また、タービンと推進器を伝達軸で連結する必要がないことから、水密区画に伝達軸を通すための穴を開ける必要がないので、ダメージコントロールや機器配置の自由度に優れる一面もある。なお、近年では交流電動機やパワーエレクトロニクスの導入により整備性や効率、出力に関しても改善されつつある。
フランス海軍の原子力潜水艦はながらくもっぱらターボ・エレクトリック方式による推進システムを採用してきたが、シュフラン級原子力潜水艦においては、巡航時は静粛なタービンエレクトリック方式で、高速力が必要な場合はギアド・タービン方式とするハイブリッド方式を採用することにより、2つの方式の弱点を克服することを試みている。巡航と高速がそれぞれどの程度の範囲の速力を指すのか具体的には明らかになっていないが、大半の範囲の速力はターボ・エレクトリック方式で実現し、最高速力までのごく限られた範囲の実をギアド・タービン方式で達成するものと考えられている。
上記に加えて原子力潜水艦特有の問題ではないが、原子力によって大きな推進力が得られても、それに応じてスクリュー・プロペラで生じる騒音も大きくなるという問題もある。また、高速回転する蒸気タービンの軸出力で低回転のスクリューを回すため、減速装置として減速ギヤを介在させる必要があり（ギアド・タービン方式）、この減速ギヤが大きな騒音発生源となる。そのため、ポンプジェット方式による推進方式を採用する潜水艦も一部にある。ポンプジェットは高速性、静粛性において優れていたものの、推進効率に関しては従来のスクリューよりも劣る。このため、通常動力型潜水艦では実験的に使用された段階に留まっていたが、原子力潜水艦との相性はいい。

### 他の問題点
原子炉としての問題点と同様に開発・建造・維持運用に非常に費用がかかり、用途廃止となったあとの原子炉と核燃料の処理の問題・メルトダウン・放射能漏れの危険性などがある。
ロシア連邦ではソビエト連邦の崩壊後に退役した多数の原子力潜水艦が解体された。強い放射能を帯びる原子炉とその周辺を当初は海上に保管していたが、腐食などのリスクがあるため、2000年からは陸上に引き揚げて保管している。太平洋艦隊の退役原潜心臓部は、ウラジオストク東方40キロメートルのラズボイニク湾にある国営原子力企業ロスアトムの施設で解体されているが、原子炉を長期保管した後の最終的な処分方法は依然検討中である。日本海の環境保全のため日本政府も資金援助している。
アメリカ海軍では新造艦の原子炉に濃縮度93パーセントから97パーセントの高濃縮ウランを用いた燃料棒を使用することで燃料の寿命を艦の寿命と等しくしている上に、それによって実質的に燃料交換を不要にすることで、原子炉の維持費の大きな部分を占める燃料棒の交換費用を無くして稼動率の向上と放射性廃棄物の減少を図っている。ただ、高濃縮ウランの使用は核拡散防止条約に抵触するため、非核保有国は上記のような方法はとれない。
また、保有することにより地域の軍事バランスが大きく変化するため、保有国は同盟国であっても技術や運用ノウハウの提供に慎重であり、全ての要素技術を自国開発出来ない場合は保有自体が難しい。ロシアではインドにリースで提供しているが、開発のための技術提供は無く、ブラックボックス状態での運用であった（インドはその後、国内で「アリハント」を建造した）。

## 歴史

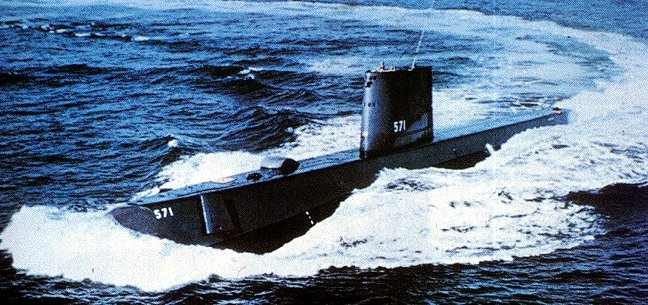
世界初の原子力潜水艦「ノーチラス」

1940年代前半にウラン核分裂反応の軍事利用に関する研究がなされた過程で、核エネルギーを利用した潜水艦の構想がナチス・ドイツなどで考えられていた。第二次世界大戦後にナチス・ドイツの原子力潜水艦構想を知ったアメリカ海軍のハイマン・G・リッコーヴァー大佐はその革新性に着目し、原潜開発を上層部に訴えた。当時の軍事的な核利用は核兵器が中心であり、巨大な原子力発電プラントを潜水艦に搭載することなど夢のまた夢と考えられていたため、リッコーヴァーの提案はまともに取り上げられなかった。しかし、リッコーヴァーがチェスター・ニミッツ提督に直訴までして実現を訴え続けた結果、最終的にはその熱意が認められてアメリカ合衆国海軍原子力部が設立され、その長に就任したリッコーヴァーは熱心かつ強力に原潜開発を推進した。
こうしてリッコーヴァーによる指揮をした世界最初の原子力潜水艦「ノーチラス」（1954年竣工、1955年初航行）が開発された。このことからリッコーヴァーは「原潜の父」と呼ばれている。また、「ノーチラス」は世界で初めて北極海の海氷の下を潜航して横断したことでも知られる。この後、アメリカ海軍は1950年代後半から、量産型の攻撃型原子力潜水艦として「スケート」級に始まるSSNなどを建造・就役させた。
原子力潜水艦は当初第二次世界大戦までの潜水艦の延長線上において、魚雷を用いた水上艦への攻撃を主な任務とした。だが水中性能の向上に伴って、潜水艦を水上・空中から探知することが困難になって脅威の度合いが増すにつれて、潜水艦を潜水艦で「狩る」水中戦の重要度が増すこととなった。こうして、遅くとも1960年代末以降には潜水艦に対する最も有効な兵器は潜水艦であるとの認識が一般化した。このような艦種は攻撃型原子力潜水艦 (SSN) と呼ばれることが多い。
核戦略の一端を担う海中ミサイル基地とでも言うべき弾道ミサイル潜水艦の原子力版である弾道ミサイル原子力潜水艦の世界初は同じくアメリカが開発した「ジョージ・ワシントン」で、1959年に就役した。「ジョージ・ワシントン」は、アメリカ海軍のラボーン少将による指揮下で搭載するポラリス弾道ミサイルを含めてわずか4年という短期間で開発された。ジョージ・ワシントンは核弾頭1発を搭載した単弾頭式の潜水艦発射弾道ミサイル (SLBM) 16基を装備していたが、MIRV技術の進歩により、現在では1発当たり10発から14発の核弾頭を搭載した多弾頭式の弾道ミサイルを最大24基搭載するまでになっている。アメリカ海軍のジョージ・ワシントン級を嚆矢として、アメリカ合衆国、ソ連、イギリス、フランス、中華人民共和国、インドの順に計6ヵ国が弾道ミサイル原子力潜水艦を保有していった。これらの国が弾道ミサイル原子力潜水艦を保有するようになると、攻撃型原子力潜水艦の重要な任務には味方の弾道ミサイル原子力潜水艦の護衛または敵方弾道ミサイル原子力潜水艦の捜索・追尾・攻撃が加わった。近年では隠密裏に人員輸送を行う場合もある。
弾道ミサイル原子力潜水艦はその特性上大陸間弾道ミサイル (ICBM) の固定サイロよりも発見されにくいほど秘匿性が高いが、先制攻撃の手段としてではなく攻撃を受けたあとの反撃手段・第二次攻撃手段として配備されている。これはこうした潜水艦の登場は冷戦が背景にあるためである。
その後に対地攻撃や対艦攻撃用の潜水艦発射巡航ミサイルを装備した型も造られ、このような艦種は巡航ミサイル原子力潜水艦(SSGN)などと呼ばれる。これは、旧ソビエト連邦海軍において、仮想敵たるアメリカ海軍の空母戦闘群（現在の空母打撃群）への対抗上の観点から特に大きく発展し、母国から遠く離れた地上発進の航空機兵力においてアメリカに大きく劣るため、専用の巡航ミサイル原子力潜水艦 (SSGN) を何十隻も建造し、現在は10隻未満を運用している。なお、21世紀以降アメリカ海軍も10隻未満のオハイオ級原子力潜水艦を巡航ミサイル原子力潜水艦に改造した。

## 主な原子力潜水艦
アメリカ合衆国
- ロサンゼルス級原子力潜水艦
- シーウルフ級原子力潜水艦
- バージニア級原子力潜水艦
- 改良型オハイオ級原子力潜水艦
- オハイオ級原子力潜水艦
- コロンビア級原子力潜水艦（計画中）

 イギリス
- アスチュート級原子力潜水艦
- ヴァンガード級原子力潜水艦
- ドレッドノート級原子力潜水艦（計画中）

 インド
- アリハント級原子力潜水艦

 フランス
- リュビ級原子力潜水艦
- シュフラン級原子力潜水艦
- ル・トリオンファン級原子力潜水艦

 ロシア
- ヴィクター型原子力潜水艦
- シエラ型原子力潜水艦
- アクラ型原子力潜水艦
- ヤーセン型原子力潜水艦
- オスカー型原子力潜水艦
- デルタ型原子力潜水艦
- ボレイ型原子力潜水艦

 中国
- 091型原子力潜水艦
- 093型原子力潜水艦
- 095型原子力潜水艦（計画中）
- 097型原子力潜水艦（計画中）
- 092型原子力潜水艦
- 094型原子力潜水艦
- 096型原子力潜水艦（計画中）

## 通常型潜水艦の特徴
原子力動力との対比のために通常動力での潜水艦（通常型潜水艦）の特徴を以下に示す。なお、以下の通常型潜水艦にはAIP動力潜水艦は含まれないものとする。
通常型潜水艦は水中では蓄電池を動力とし、この充電のために適宜浅深度を航走してシュノーケルから空気を取り入れ、内燃機関であるディーゼルエンジンで発電機を動かさなければならない。通常型潜水艦は通常の潜水航行では充電したバッテリーとモーターしか使えないため、バッテリーを消耗すると潜水航行できなくなる（連続潜航時間の制約）。また、内燃機関の燃料が尽きればそれ以上の航海は不可能である（連続航海日数の制約）。通常型潜水艦の連続潜航時間および連続航海期間を延長する努力は長年に渡って行われてきたが、単に「潜ることができる艦（submersible ship）」ではなく「潜ることが専門の艦」すなわち潜航状態を常態とする艦が達成されたのは、原子力機関の長所を生かした原子力潜水艦が登場してからのことである。
潜航中の通常動力潜水艦の動力は蓄電池に蓄えられた電力のみで、これによる水中速力は最大でも20数ノットが限界であり、またその速度で航行した場合には短時間で蓄電池の電力を使い切ってしまう。

## 日本の原子力潜水艦保有の検討と議論
1958年に帝国海軍時代より通常動力潜水艦の建造実績を積み重ねてきた川崎重工業は、原子力潜水艦を建造した場合のコスト・必要な設備などについて81ページのレポートをまとめ、後年にこれが明らかとなった。このレポートによれば、当時の試算では後の攻撃型原子力潜水艦に相当する艦1隻を建造するためには通常動力艦10隻分の資金を要すると結論されたという。
1960年3月11日に衆議院内閣委員会において当時の中曽根康弘科学技術庁長官は、アメリカが豊富な原子力推進艦艇の建造実績をもって商業原子力船「サヴァンナ」を建造していることと比較して「日本は原子力潜水艦なんかを作る力も意思もありません。従ってやはり商業採算ベースに合うということが非常に大事」と答弁しており、商業化によってコストの問題が解決されない限りは「（原子力潜水艦を建造する、しないという）政治力が働く余地がない」としていた。作家の谷三郎は、1986年に出版された著書で「ソ連海軍力の伸長が続けば1990年代には必要性が高まる一方、日本には建造する能力があり、1950年代よりは通常動力艦と比べたコストを5倍程度まで低減させることが可能」であると主張していた。
1986年に海上自衛隊は原子力潜水艦の導入について具体的な検討に入っており、原子力潜水艦導入の意向をアメリカ海軍にも非公式に打診し、昭和66年度（平成3年度）以降の中期防衛力整備計画に組み込もうとしていた。核ミサイルや核魚雷搭載型ではなく、非核の攻撃型原潜を検討対象としていた。当時、日本周辺にいる外国の潜水艦の大半が原子力潜水艦という状況の中で、海自内には「作戦行動をとるには通常型ではもう限界」との声が強まっていた。さらに、海自は1986年の5月から6月にかけて中部太平洋で行われたリムパック86（環太平洋合同演習）に初めて「たかしお」を派遣したが、アメリカ海軍の原潜に比べて足が遅く「通常型の限界が明白になった」（海自幹部）との声が出ていた。このため、海上幕僚監部は原潜導入を検討すべき時に来ていると判断したという。原潜の導入にはアメリカの同意が重要となるため、海幕幹部がアメリカ海軍の幹部に原潜導入の意向を伝え、非公式に意見を求めたが、アメリカ海軍側は海自に対して具体的な反応を示さなかった。日本初の原子力船「むつ」が膠着状態に陥っている中で国内での原潜開発は難しい状況にあるため、海幕は原子力推進の部分だけを外国から購入し、海自の潜水艦に組み入れる方法も検討していた。原子力の利用については、原子力基本法で「平和目的に限る」と定められているが、防衛庁は「推進力として原子力が普遍的になれば使っても同法に違反しない」との考え方をとっており、海幕は「原潜は世界的にも主流となっており、推進力として使うだけなら問題ないはず」と判断している。海自は昭和65年度（平成2年度）までの中期防ではイージス艦（こんごう型護衛艦）を2隻導入することを計画しており、次期中期防で原潜の導入を盛り込みたい考えであった。ただし、防衛庁内局は「船舶の推進力として原子力が普遍的になったとはまだいえない。今は原潜導入を考えていない」として海幕の動きをけん制している。以前にも海自が原潜導入の検討を開始した際にも、国会で問題になり、原潜導入計画が中止になっていた。そのため、海幕は今回の原潜導入計画を表立って検討することを避けていた。海幕による原潜導入計画について、毎日新聞の取材を受けた軍事アナリストの小川和久は、「海上自衛隊は（昭和）40年代ごろまでは原潜の技術的検討をしてきたが、最近は導入の実現可能性について検討を始めている。防大出身者が指導的立場に立ってから防衛面での独立志向が強まったためと思う。わが国が原潜を導入するには米国との関係と国民の核アレルギーの問題があるが、最大のネックは日米関係。海自は戦後ずっと米国の戦略に組み込まれ、対潜能力と掃海機能を充実してきた。しかし最近は米国内にも日本の主体性を一定程度認めようという機運ができつつある。原潜は対潜能力の一環でもあるので米国を説得しやすいのではないか。同日選での自民圧勝で防衛面でも独立国家の姿勢をとろうという意識が強まりつつあり、原潜導入の可能性はかなり高まってくると思う」と指摘していた。
2004年の防衛計画の大綱の策定時に、防衛庁の「防衛力の在り方検討会議」において、中国が潜水艦戦力の近代化を急ピッチで進めていることに対抗するため、海上自衛隊の原子力潜水艦保有の可否が検討されていた。平成16年12月に防衛大綱を策定するのに合わせ、防衛庁では平成13年9月に「防衛力の在り方検討会議」が設置され、その際に「日本独自の原子力潜水艦保有の可能性」が検討された。検討対象となったのは、SLBMを搭載して「核抑止」を担う「戦略原潜」ではなく、艦船攻撃用の「攻撃型原潜」であり、日本が自主開発する案や、アメリカから導入する案が俎上に載せられていた。防衛庁幹部によると、「防衛力の在り方検討会議」では、原子力の平和利用を定めた原子力基本法との法的な整合性や、日本独自で潜水艦用の原子炉が開発できるかといった技術論に加え、運用面にも踏み込んだ議論が行われたとされる。16大綱では潜水艦は16隻態勢を維持することになったため、その上限内で原潜を保有した場合に海自の潜水艦戦力全体の警戒監視任務に与える影響や、乗員の確保策や訓練方法なども総合的に検討した結果、原潜の導入は時期尚早と判断したという。
2008年に自由民主党の石破茂農林水産大臣が、大臣在任中に「日本は原子力潜水艦を持つべきである」との論文を発表していた。
2022年、国民民主党の玉木雄一郎代表は、近年の切迫する安全保障政策に関連し、潜水艦発射弾道ミサイル(SLBM)による攻撃に対応するには、長期間の潜水航行ができない自衛隊のディーゼル型潜水艦では不十分だと指摘し、同程度の潜水航行ができる原子力潜水艦の保有を検討するべきとの意見を述べた。

## 原子力潜水艦乗っ取り未遂事件
- 1978年10月、ニューロンドン海軍潜水艦基地に停泊中の原子力潜水艦トレパンを奪取しようとした保険会社社員の男ら3人が連邦捜査局に逮捕された。男らには政治的な背景はなく、潜水艦を乗っ取り他国に売却して金もうけを企んでいたとして処理された。また、1979年9月16日にはメイン州のドックに係留中の原子力潜水艦ストーンウォール・ジャクソンに潜水服を着た2人組が侵入しようとしていたところを警備員が発見、2人組は警備員による発砲を受けて逃走している[20]。